# 以革伦
31°46′39″N 34°51′7″E / 31.77750°N 34.85194°E
以革伦（希伯來語：‎）是位于迦南西南部，非利士人的5座城市之一。
在铁器时代，这是非利士人和犹大王国激烈争夺的的一个边境城市，这座圣经中的城市的遗址现在称为“Tel Mikne”（或“Tel Miqne”），位于巴勒斯坦小村庄Akir附近，该村庄的名称显然源自于古代名称（该村已经和数百个村庄在1948年以阿战争中遭到毁坏或人口减少）。
以革伦位于耶路撒冷以西35公里，迦特以北18公里，内部沿海平原的西部边缘。1981－1996年在下广场的发掘，使得以革伦成为最 documented 非利士人遗迹之一。
以革伦是土著迦南人的一个居民点。在公元前13世纪的弗里吉亚人主要公共建筑被烧毁之前，这个迦南人城市已经衰落。在铁器时代开始时，大约公元前1200年时，非利士人重建了这座城市。
约书亚记13章2-3节提到了以革伦：
“所剩下的地有非利士人的全境和基述人的全地，从埃及前的西曷河往北，直到以革伦的境界（这就算为迦南人的地），那里有非利士人五个首领所管的迦萨人、亚实突人、亚实基伦人、迦特人、以革伦人；并有亚卫人之地，”
约书亚记13章3节说到以革伦是非利士人的边境城市，也是非利士人五个首领之一的驻地，约书亚记15章11节提到以革伦的卫星城镇和村庄。该城被分配给了但支派（约书亚记19:43），但是又再次被非利士人所占有。这也是非利士人将约柜运回以色列之前停放的最后一站（撒母耳记上5:10；6:1-8）。
该城有一个著名的巴力的神庙，巴力又称为巴力西卜，在希伯来圣经中多次提及（列王纪下1:2）：
“一日，亚哈谢从撒玛利亚王宫楼上的窗户掉下来，就病了；于是差遣使者，说，你们去问以革伦的神巴力西卜，我这病能好不能好。”
非希伯来文献中也提到了以革伦。
公元前7世纪，亚实突和以革伦幸存了下来，成为受控于亚述的城邦。该城可能在公元前603年被迦勒底人的迦勒底王国的国王尼布甲尼撒二世摧毁，但是迟至1 Maccabees10:89，还提到以革伦，（称为“Accaron”）。